# Varada Sethu
Varada Sethumadhavan, conocida como Varada Sethu, (Kerala, 12 de mayo de 1992) es una actriz británica nacida en la India, conocida por interpretar a DS Mishal Ali en la serie de televisión apocalíptica de la BBC, Hard Sun. También ha aparecido en Now You See Me 2 como la asistente del personaje interpretado por Michael Caine.

## Biografía
Varada Sethumadhavan y su hermana gemela, Abhaya, nacieron en 1992 en Kerala (India), y son de ascendencia malayali. Sus padres eran ambos médicos. Se mudó al noreste de Inglaterra a una edad temprana y creció en Benton en el condado inglés de Tyne y Wear, cerca de Newcastle upon Tyne. Durante su infancia asistió a la Dame Allan's School y fue miembro del National Youth Theatre. Durante su último año en sexto curso, ganó el concurso Miss Newcastle 2010. Continuó estudiando medicina veterinaria en la Universidad de Brístol y luego pasó a estudiar fisiología. Desde que era muy pequeña ha practicado Bharatanatyam y Mohiniyattam (tipos de bailes tradicionales indios). Luego estudió en la Identity School of Acting de Londres.
En 2010, hizo su primera aparición en la pantalla en el cortometraje Impressions como Samena. En 2011, consiguió su primer papel en la pantalla grande como Kiran en el largometraje Sket, luego interpretó el personaje de Meghana Scariah en el drama británico English: An Autumn in London en 2012. En 2015 apareció en la serie de televisión Doctors de 2000 como la PC Kylie Green.
Su carrera continuó en 2016 apareciendo como Peaseblossom en una versión cinematográfica para televisión de 2016 de la obra de teatro de Shakespeare El sueño de una noche de verano. También en 2016, actuó junto a Michael Caine y Daniel Radcliffe en Now You See Me 2 y como enfermera india en New Blood.
En 2017, interpretó a Aisha en dos episodios de la serie de televisión de temática médica Doctora Foster. En 2018, interpretó a DS Mishal Ali, durante seis episodios, en la serie dramática criminal británica Hard Sun. Ese mismo año, interpretó a DS Mishal Ali en la serie de televisión apocalíptica de la BBC Hard Sun. En 2019, actuó como personaje regular en la séptima temporada de Strike Back: Revolution como la cabo Manisha Chetri del Ejército británico. En 2022, interpretó a Cinta Kaz en la serie Andor, su personaje es una rebelde en el planeta Aldhani que se desempeña como médica y sanadora del equipo.
En enero de 2024, comenzaron a circular rumores de que Sethu reemplazaría a Millie Gibson como acompañante de Ncuti Gatwa el Decimoquinto Doctor en la decimoquinta temporada de Doctor Who. Estos rumores fueron confirmados el 20 de enero por Variety. En abril de 2024, la BBC confirmó que Gibson estaría presente durante toda la temporada y que Sethu se uniría al elenco como acompañante adicional. No se dieron más detalles sobre el personaje que interpretará Sethu, pero el showrunner de la serie, Russell T Davies, dijo que «Ahora mismo en el estudio, rodando para 2025, tenemos a Ncuti, Millie y Varada luchando lado a lado. ¡Necesitamos a los tres, porque hay más en juego que nunca!». Antes de esto, interpretó a Mundy Flynn en el episodio «Boom» de la decimocuarta temporada de Doctor Who. En la Comic-Con de San Diego de 2024, Davies reveló que el nombre del personaje que interpretara Varada Sethu en la temporada 15 es Belinda Chandra, negándose a dar más detalles excepto que es «fuerte y maravillosa».

## Filmografía

### Películas
| Año            | Título                          | Papel                        | Notas        | Ref.   |
| -------------- | ------------------------------- | ---------------------------- | ------------ | ------ |
| 2010           | Impressions                     | Sameena                      | Cortometraje | [ 17 ] |
| 2011           | Sket                            | Kiran                        |              | [ 3 ]  |
| 2012           | English: An Autumn in London    | Meghana Scariah              |              | [ 17 ] |
| 2016           | El sueño de una noche de verano | Peaseblossom                 | Telefilme    | [ 8 ]  |
| 2016           | Now You See Me 2                | Asistente de Arthur Tressler |              | [ 8 ]  |
| 2018           | Special Delivery                | Parminder                    | Cortometraje |        |
| 2020           | Bad News                        | Mindi                        | Cortometraje |        |
| 2021           | Jilted                          | Jo                           | Cortometraje |        |
| 2022           | Jurassic World Dominion         | Shira                        |              |        |
| 2022           | I Came By                       | Naserine «Naz» Raheem        |              |        |
| —              | 100 Nights of Hero              |                              | Filmándose   | [ 18 ] |
| (Fuente: IMDb) |                                 |                              |              |        |

### Series de televisión
| Año            | Título                  | Papel                       | Notas                                       | Ref.        |
| -------------- | ----------------------- | --------------------------- | ------------------------------------------- | ----------- |
| 2015           | Doctors                 | PC Kylie Green              | Episodio «Mystic Madge»                     |             |
| 2016           | New Blood               | Enfermera india             | 3 episodios                                 | [ 8 ]       |
| 2017           | Doctora Foster          | Aisha                       | 2 episodios                                 | [ 9 ] [ 8 ] |
| 2018           | Hard Sun                | DS Mishal Ali               | Miniserie; 6 episodios                      | [ 9 ]       |
| 2019           | Strike Back: Revolution | Cabo Manisha Chetri         | Personaje regular; 10 episodios             | [ 11 ]      |
| 2019           | Hanna                   | Analista de la CIA McArthur | 2 episodios                                 |             |
| 2020           | Strike Back: Vendetta   | Cabo Manisha Chetri         | 9 episodios                                 |             |
| 2022-2025      | Andor                   | Cinta Kaz                   | 10 episodios                                |             |
| 2023           | Annika                  | DS Harper Weston            | 4 episodios                                 |             |
| 2023           | Mrs Sidhu Investigates  | Rani Toor                   | Episodio 1x01                               |             |
| 2024           | Doctor Who              | Mundy Flynn                 | Decimocuarta temporada; episodio «Boom»     | [ 15 ]      |
| 2025           | Doctor Who              | Belinda Chandra             | Decimoquinta temporada; personaje principal | [ 14 ]      |
| —              | The Other Bennet Sister | Ann Baxter                  | En producción                               | [ 20 ]      |
| (Fuente: IMDb) |                         |                             |                                             |             |

### Vídeos musicales
| Año  | Canción    | Artista | Álbum                                      | Ref.   |
| ---- | ---------- | ------- | ------------------------------------------ | ------ |
| 2016 | Water Flow | Klyne   | Nova Tunes - Coffret Haute Musique, Vol. 2 | [ 21 ] |